# 萨穆罗乌
萨穆罗乌（Samurou），是印度曼尼普尔邦Thoubal & Imphal West县的一个城镇。总人口14232（2001年）。

## 人口
该地2001年总人口14232人，其中男性7093人，女性7139人；0—6岁人口2210人，其中男1107人，女1103人；识字率66.32%，其中男性为77.85%，女性为54.85%。